# زويتة
زُوِيْتَة أو لِيْمونِيُون كاذب (الاسم العلمي: Limoniastrum)، جنس نباتات من فصيلة الرصاصية. يضم نوعين معروفين من الشجيرات القزمية الموجودة في منطقة البحر الأبيض المتوسط، داخل إفريقيا وجنوب أوروبا.
نُشر من قبل فابريسيوس عام 1759 في 'Enum. Meth. Pl. Hort. Helmstad' المجلد 25

## قائمة الأنواع
- Limoniastrum guyonianum Boiss.
- Limoniastrum monopetalum (L.) Boiss. - (grand statice)